# Quidam. Przypowieść
Quidam. Przypowieść – poemat Cypriana Kamila Norwida z 1855-57 roku, którego akcja rozgrywa się w starożytnym Rzymie za panowania cesarza Hadriana.
Najobszerniejszy, bo liczący prawie 4000 wierszy poemat Norwida składający się z 27 rozdziałów, napisany w latach 1855-56 i przeredagowany w 1857.
Utwór opowiada o poszukiwaniach mądrości przez młodego bezimiennego Greka, syna Aleksandra, w Rzymie czasów Hadriana i o jego nieodwzajemnionej miłości do Greczynki, poetki Zofii. W Rzymie tego czasu krzyżują się wpływy późnego judaizmu, reprezentowanego przez maga Jazona, planującego powstanie Bar Kochby w Judei i hellenizmu, którego przedstawicielami są zepsuta życiem metropolii, choć natchniona, Zofia i filozof Artemidor oraz wczesnego chrześcijaństwa, którego rzecznikiem jest tajemniczy Quidam.
Norwid widział w poemacie obraz własnego, jak je nazywał, zbędnego pokolenia drugiej emigracji. Poemat ukazał się drukiem w 1863, współcześni Norwidowi czytelnicy na ogół chwalili piękności utworu, choć narzekali na jego zawiłość. Późniejsi krytycy odczytywali fabułę symbolicznie lub duchowo, chwalili wierność Norwida realiom epoki.

## O poemacie
Z uwagi na to, że wypowiedzi Norwida na temat Quidama są sprzeczne i pełne niejasności trudno jest przedstawić okoliczności jego powstawania. Na ogół przyjmuje się, że nad pomysłem pracował już poeta podczas pobytu w USA w latach 1853-54. Część badaczy uważa, że pierwsze próby przelania pomysłów na papier miały miejsce w Londynie w drugiej połowie 1854. Zasadnicza praca nad poematem została jednak wykonana w 1855 lub 1856. W 1857 roku Norwid dokonał jeszcze poprawek, lub wedle niektórych uczonych drugiej redakcji utworu.
Jeszcze w lipcu 1857 roku, przed poprawkami z sierpnia, Norwid zaczął się starać o wydanie Quidama drukiem. Udostępnił go wówczas świeżo przybyłemu do Paryża Teofilowi Lenartowiczowi, Ludwikowi Nabielakowi, Augustowi Cieszkowskiemu, Józefowi Bohdanowi Zaleskiemu i Zygmuntowi Krasińskiemu.
O wiele trudniej było ze staraniami o druk. Władysław Bentkowski, do którego zwrócił się o pośrednictwo u księgarzy poznańskich, odmówił mu. Zygmunt Krasiński, który otrzymał rękopis w marcu 1858, zachowywał się dwuznacznie. Wyśmiewał poemat za plecami Norwida, a w rozmowach bezpośrednich rozrzewniał się i służył radami. Jego nagły zgon położył kres nadziejom Norwida na publikację utworu. Przeznaczył więc poemat do wydania zbiorowego, którym do połowy 1859 opiekował się Walenty Pomian Zakrzewski. W liście poetyckim skierowanym do niego Norwid zawarł swoją interpretację poematu. Ostatecznie utwór ukazał się w 1863 roku w Lipsku w tomie Poezji, poprzedzony jedynie listem do Zygmunta Krasińskiego. List do Zakrzewskiego pozostał w papierach poety, ponieważ jego adresat popełnił w styczniu 1862 samobójstwo.
Poemat liczy sobie 3837 wierszy i jest podzielony na 27 rozdziałów.

## Treść

### Ekspozycja

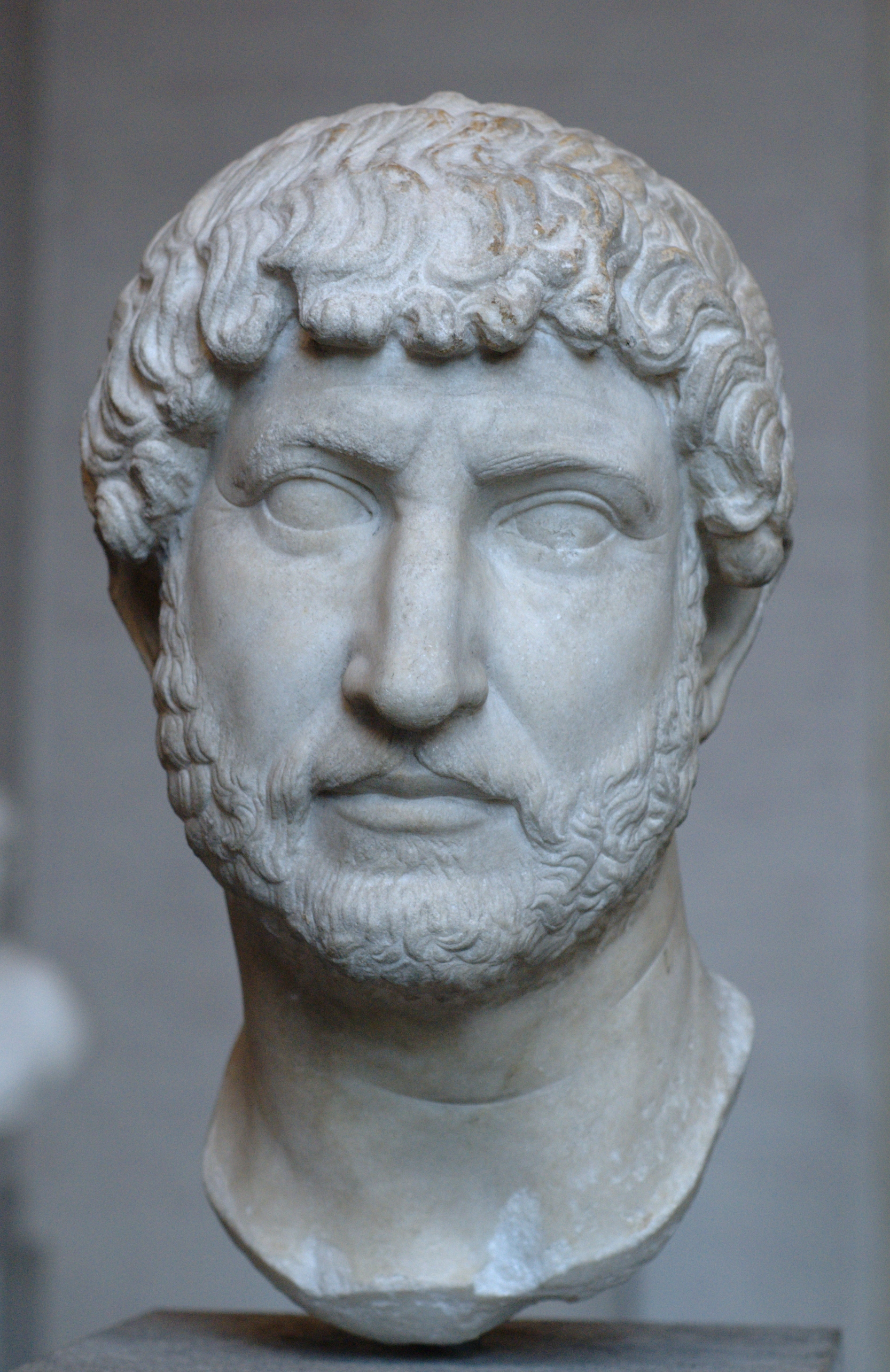
Cesarz Hadrian. Glipoteka monachijska

Syn Aleksandra Greka przybywa z Epiru do Rzymu. Po roku nauki gramatyki łacińskiej udaje się do szkoły filozofa Artemidora. Mija kolejny rok. U Artemidora odbywa się uczta, na której gości również poetessa Zofia. W dawnych czasach byłaby sybillą prorokującą przyszłość, teraz gra i śpiewa na nocnych biesiadach. W sympozjonie uczestniczy też Jazon mag z uczniem. Artemidor wykłada własny system, który nie ma jasnej podstawy i skrywa próżnię, nie przeszkadza mu to jednak mieć licznych ulicznych czcicieli i być przyjmowanym przez cesarza Hadriana.
Zofia w swojej willi często popada w odrętwienie, patrząc szklanymi oczyma w przestrzeń. Tego dnia zauważa zwitek pergaminu, który jej sługa zabrał przypadkowo z koszem na lirę z domu Artemidora. Zwitek zawiera zapiski młodego Epiroty. Autor zastanawia się po co przybył do Rzymu, by akurat tu uczyć się mądrości. Wspomina filozofa-cynika w połatanym płaszczu. Rozważa kim jest Artemidor, a kim Jazon mag. Odczuwa przerażenie na widok twarzy zbiegłych niewolników. Zofia czuje zaciekawienie.

### Quidam
Syn Aleksandra idzie z nauczycielem gramatyki, gdy rozdziela ich kolumna wojska, prowadząca trzech więźniów. Ludzie mówią, że ich przywódca to żyd lub chrześcijanin, Guido, a właściwie Quidam – Nieznajomy. Młody Grek spotyka w tłumie ucznia Jazona, Barchoba. Zofia, że jest bardzo chora, udaje się w towarzystwie Artemidora po pomoc do Jazona. Służącej Egipcjance nakazuje zabrać kosz, do którego wcześniej wrzuciła zwitek. Tymczasem pretor odbywa sąd nad Quidamem, który zostaje oskarżony o to, że w ustanowionym dniu nie wywiesił lampy ku czci cezara i oświadczył, że zrobił to celowo, aby nie gorszyć słabszych w wierze. Quidam twierdzi, że nie mógłby czcić tego, w co nie wierzy i w co nie wierzą sami Rzymianie. Pragną oni Boga, ale go nie znają, dlatego chcieliby swym hołdem obdarzyć kogoś, kto jest choć trochę wyższy od nich. Jeńców pozbawionych od trzech dni jedzenia zgromadzony tłum karmi chlebem. Quidam i jego towarzysze zostają odprowadzeni do wieży.

### Syn Aleksandra i Zofia
Młody Epirota idąc z Barchobem w stronę domu Jazona spotyka Egipcjankę z koszem, w którym dostrzega swój zwitek. Jazon udziela pomocy Zofii i opowiada jej o odwiedzinach kolejno: niewidomego, osoby z poematem i autora poematu. Zofia rozumie, że mówi o jej służącej ze zwitkiem i autorze tych zapisków. W drodze powrotnej Artemidor podejmuje się odgadnąć, kim jest pierwszy nadchodzący w ciemności quidam. Zbliżający się z naprzeciwka syn Aleksandra, nie usłyszawszy dobrze, odpowiada, że Quidam może w tej chwili kładzie głowę pod topór. Skonsternowani uczestnicy nieporozumienia rozchodzą się w przeciwne strony. Barchob wprowadza swego towarzysza do domu Jazona.
Syn Aleksandra przedkłada Jazonowi list od Artemidora. Jazon chwali dziecię, które idąc za ukazanym mu wzorem stawia jałowe litery. Napomyka też o poetessie i zaprasza do siebie na później. Młody Grek wychodząc zastanawia się, co odczuła Zofia czytając jego zapiski i czy ją o to zapytać. Jazon wydaje mu się migotliwy i nieuchwytny, Artemidor natomiast bardzo stały, Quidam to czyn, zaś Zofia jest jak mały zagubiony przedmiot. W ogrodzie widzi kogoś okładającego pięściami posąg Apollina. Przychodzi mu do głowy, że to może jakieś antypogańskie obrzędy domu Jazona. Dochodzi jednak do wniosku, że to raczej, któryś z chorych podopiecznych maga. Tej nocy wstaje nad światem nowa epoka.
Syn Aleksandra odwiedza Zofię. Poetessa jest zachwycona swym gościem, dzięki któremu ucztowanie, które zdaje się zanikać, odzyskuje smak. Grek opowiada o różnych szkołach i obyczajach, które poznał w Rzymie i zwierza się, że być może nie tylko ucztowanie, ale i mądrość zanika. Strapioną Zofię pociesza przypowieścią, że gdy elegik zgubi tabliczki z elegiami, pisze nowe i tak samo jest z mądrością. Po czym nawiązując do swego przykładu, próbuje ją zręcznie zapytać o jej wrażenia z lektury jego zapisków. W tym momencie zjawia się Lucius Pomponius Pulcher, syn senatorski, starający się zwrócić na siebie uwagę Zofii. Dowiedziawszy się o ich wątpliwości dotyczącej ucztowania, proponuje rozwiązać kwestię czynem i zaprasza poetessę na ucztę u siebie. Pulcher zdradza swoją nieufność do wszelkiej filozofii. Sam szuka systemu, w którym węzły rozcina się mieczem. Przysłuchujący się od pewnego czasu rozmowie Artemidor stwierdza, że czym innym jest brać wzór, a czym innym dobierać wzory. Poruszona rozmową Zofia bierze lirę śpiewa o tym, że czym innym jest pojąć wzór i jak kwiat wzrastać ku prawdzie pierwowzoru, a czym innym wieniec wić lub rwać kwiaty jak ona. Artemidor już chce zabrać głos, gdy zjawia się wysłannik maga z listem, a za nim liktor cesarski z czerwoną kartą. Pierwszy zawiadamia, że Jazon jest chory, drugi zaprasza na spotkanie z cesarzem.

### Czas zmian

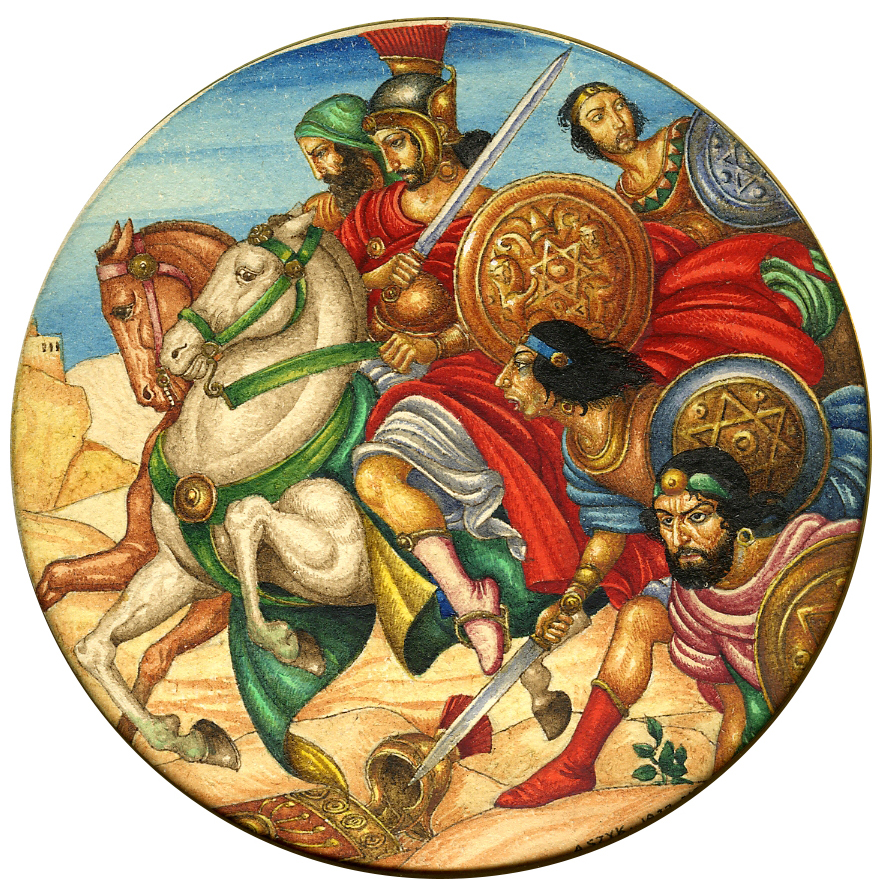
Bar Kochba. Arthur Szyk. 1927.

Jazon żegna tymczasem Barchoba, który za trzy tygodnie ma stanąć w rodzinnej Judei przed rabbim Ben Akibą, który rozstrzygnie czy Barchob jest oczekiwanym Synem Gwiazdy. Na czas jego nieobecności zastąpi go fałszywy Barchob, stworzony formułą magiczną, całkowicie podobny do pierwowzoru i znający jego znajomych.
W mieszkaniu Epiroty na ścianach w bachicznym tańcu rzeczy przemieniają się w ludzi, a ludzie w rzeczy. Na kolejnym zwitku syn Aleksandra zapisał, że Mag, Lucius i Zofia są może typami, które obyczaje pomnażają w zbiorowości. Młody Grek, jeszcze nie chrześcijanin, już nie poganin, pewny nadziei w rzeczywistość pozagrobową, jak Plato, patrząc w siebie czuje tęsknotę, której nie umie nazwać.
Cesarz odsłania przed Artemidorem swoje plany: chce nauczyć poddanych czym jest prawdziwa Hellada. Nie wierzy w możliwość oswojenia dzikości Judejczyków, chce wykorzenić błąd chrześcijański: poświęci na miejscu ukrzyżowania Jezusa świątynię Jupiterowi, a w Betlejem – Wenerze, odzwyczai błądzących. Nie wie, że nic tu nie pomoże nakaz, bo to twórczość Rafaela i Łukasza sprawią skutek przeciwny, że się Fidiasz pokłoni przed świętą rodziną, Neptun przed Kolumbem, a Atena przed Joanną d'Arc.
Młody Grek wraca znużony do siebie i dziwi się kto mu przysłał kosz kwiatów. Czuje się samotny i opuszczony. Powędrował w świat szukając wiedzy i mądrości. Lecz nieznany był jeszcze sposób łączenia pracy z zabawą, którego nauczył Odkupiciel. Samotność mędrca wyszydzanego i stawianego na piedestał dla zadowolenia wielbicieli była niemalownicza. Mogłaby ją zrozumieć kobieta. Ale kobieta antyczna była albo jedną z licznych żon, albo heterą. Więc także nie Zofia, u której syn Aleksandra nie potrafi połączyć sumienia (pieśni) z ciałem (lirą). Młody Epirota odwiedza ją i zagaja o cierpieniu, które ludzie sami sobie zadają, lecz poetessa nie podejmuje rozmowy, udając chorą i młodzieniec odchodzi.
W domowym zaciszu Pulcher pozuje na zakochanego w Zofii, który bada czy jego miłość jest wzajemna. Diwa Elektra wtóruje mu, grając rolę jego powiernicy. Zjawia się Florus przyjaciel Pulchra z wieścią, że wojna wybuchła w Judei. Więc zaraz rozmowa, co to przyniesie, co sądzą o tym Żydzi i prośba Elektry, by ją przedstawić Jazonowi, by mogła poznać wreszcie jakiegoś Żyda.

### Ludzi zbędni

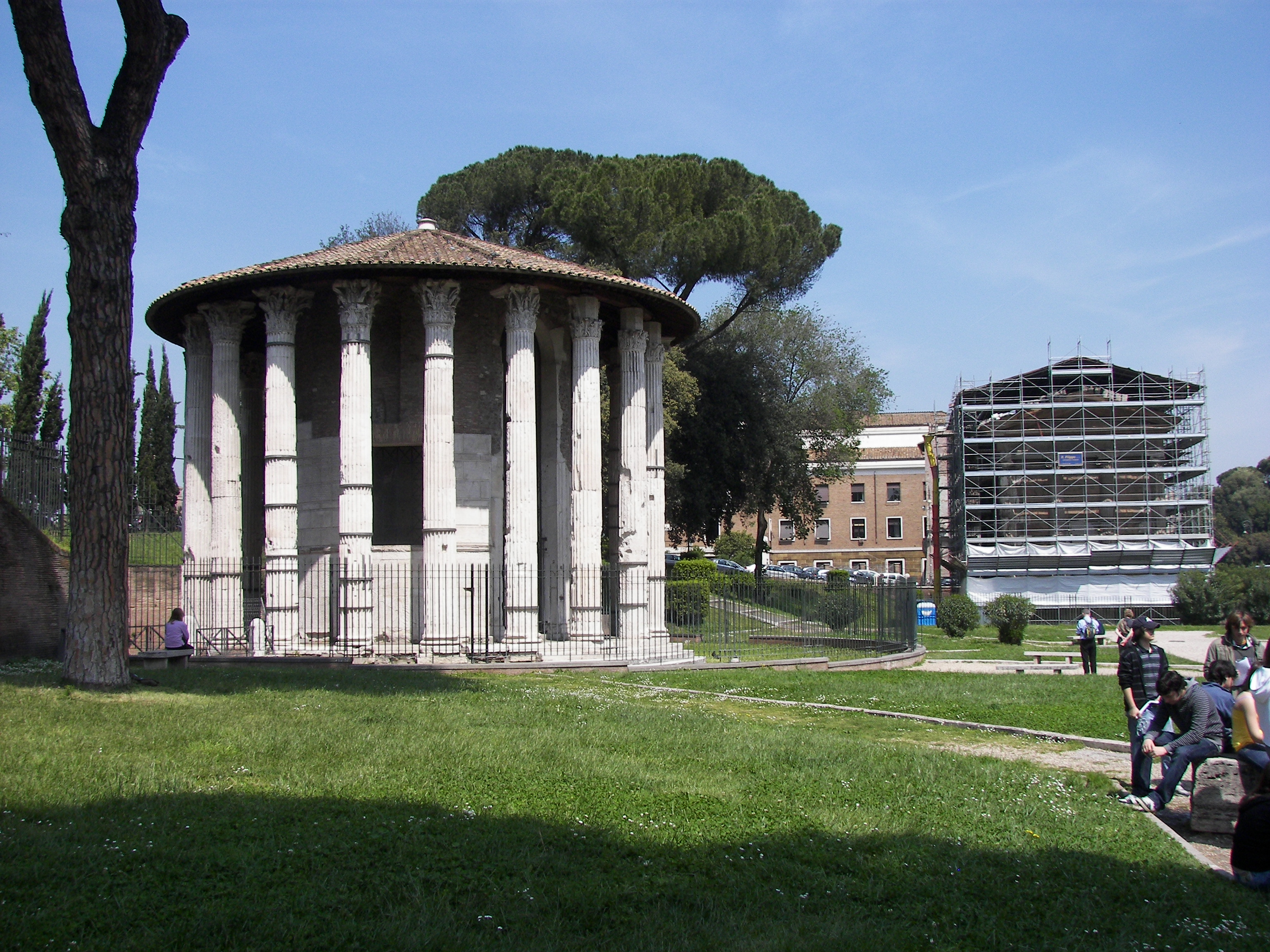
Świątynia Herkulesa Zwycięzcy na Forum Boarium

Mieszkańców Rzymu ogarnia gorączka rozmów o wojnie w dalekiej prowincji. Tak czasem małe zdarzenia odmieniają epokę. Wzburzony syn Aleksandra wyrzuca w duszy Zofii, że nie wiedziała rzeczy, które powinna wiedzieć. Chce jej ukazać, że swe uczucie zamieniła na pieniądz, choć pieśń jej jest słodsza niż miód. Ma nadzieję pozbyć się w ten sposób całego jadu i gniotącego ciężaru. Tak wzburzony wchodzi na plac rzeźny i widzi fałszywego Barchoba, który go ignoruje. Pomiędzy ludźmi przepycha się Quidam z koszem jarzyn. Na plac wbiega byk ze złotymi rogami. Jakiś kapłan z toporem popycha Greka, a ten, rozdrażniony, powala go na bruk. Kapłan wyrywa mu się i tnie go śmiertelnie toporem. Umierającemu objawia się ironia jego śmierci. Ogrodnik (Quidam) błogosławi jego duszę i zapowiada, że kiedyś pojmą, co znaczy śmierć tego młodzieńca, ci którzy przelali krew jego niewinną zamiast krwi byka i przyjdzie im za to zapłacić. Ścigany przez kapłanów oddala się.
Jazon w samotności wyczekuje wiadomości o Barchobie. Jakoż pewnego dnia zjawia się posłaniec i przekazuje, że rabbi Akiba uznał w młodzieńcu Syna Gwiazdy, że z początku opowiedziało się za nim ze stu ludzi, ale dzisiaj jego armia liczy już kilka tysięcy i gromi Rzymian. Jazon przygotowuje ucztę, ale kiedy schyla się do nóg posłańca, wzbraniającego mu ich dotknięcia, poznaje prawdę i nie ma siły zapytać czemu? Daje się słyszeć hałas u bramy. To Pulcher i Elektra próbują się dostać do Jazona, ale zostają odprawieni przez fałszywego Barchoba. Posłaniec proponuje, żeby idąc za przykładem ustanowionego przez Machabeuszy święta świateł, spędzili pozostały im czas przy baranku i winie. Jazon, który wierzył, że Barchob jest Mesjaszem, rozmyśla o swojej pomyłce. Gdy tak ucztują, do domu wdzierają się Rzymianie, setnik odczytuje edykt cesarski o wygnaniu filozofów i chrześcijan. Jazon, wypiwszy truciznę, kona prorokując o krzyżach wokół Jeruzalem, a posłaniec oddaje się w ręce żołnierzy jako powstaniec.
Zirytowany Pulcher wyrzuca Elektrze, że zaciągnęła go do Jazona. Lepiej było w tym czasie wysłać list do Zofii. Diwa wybiera więc ze stosu kartę Pulchra i wysyła wraz z kwiatami do Zofii. Gdy Artemidor z ogoloną głową, udając się na wygnanie do Galii, przychodzi pożegnać się z Zofią, dziewczyna trzyma w ręku kartę Pulchra i załączone do niej leki od Jazona. Gdy opróżnia zawartość ampułki, dostaje wypieków i zaczyna majaczyć. Prosi filozofa, aby nie zabierał jej liry na wygnanie, bo ta jęknie, usłyszą to szpiedzy i ją ukrzyżują. Widzi też Orfeusza, Homera i Sokratesa. I umiera.
Dwaj jeźdźcy mkną wśród murów Rzymu. Jeden z nich widząc stos pogrzebowy, woła, że to stos Zofii. Towarzyszący mu Pulcher pogania tylko konia. Wpadają w wąwóz i widzą jak grupa mężczyzn składa do groty ciało starca. Niosący je młodzieniec prosi o pomoc, Pulcher go przecież zna, jest Barchobem. Ale Pulcher odkrzykuje tylko: nie znam was Żydy.

## Interpretacja autora
W Liście do Walentego Pomiana Zakrzewskiego Norwid pisze, że chciał dać w Quidamie opowieść, która dziać się będzie w bardzo prozaicznej porze, jej bohaterowie nie czynią wielkich rzeczy, są jak słudzy nieużyteczni. Homo-Quidam wydaje się ogrodnikiem, choć i Chrystus wydał się Marii Magdalenie ogrodnikiem po Zmartwychwstaniu. Mając na uwadze, że cała europejska mądrość składa się z greckiej, rzymskiej i żydowskiej wprowadził do utworu Artemidora i Zofię – Greków oraz Maga z Izraela. Młodzieniec z Epiru, który mógł wyrosnąć na bohatera, szukając prawdy błąka się, doznając licznych zawodów. Mimo swej urody nie jest kochany przez tę, która zepsuta miękkością życia, choć natchniona, ma w sobie wiele z Grecji, tyle że owiniętej perską tkaniną i azjatyckim płaszczem. Być może nie jest to już czas na miłość, dlatego młodzieniec ginie przypadkiem, tam gdzie go zaprowadziły jego sprzeczności, nie poznawszy prawdy, choć może był jej świadkiem. Bohater a ginie w jatce. Norwid tak podsumowuje sens losów swych bohaterów: Miałżeby to być przeto obraz pokolenia, / Co w wilię chrześcijańskiej prawdy objawienia, / Między zachodem greckiej i żydowskiej wiedzy, / Dziko rośnie i ginie jak zioło na miedzy?

## Recepcja poematu
Reakcja Zygmunta Krasińskiego znana jest jedynie z relacji A. E. Koźmiana: mówi, że Norwid zwariował: napisał poemat o dwóch tysiącach wierszy, które drukować mu kazał, a z którego ani wiersza, ani on, ani nikt nie zrozumiał. Inni czytelnicy: Waleria Marrené-Morzkowska (1900), Agaton Giller(1883), Adam Krechowiecki (1909) byli na ogół bardziej wyrozumiali, odnajdywali liczne miejsca wielkiej piękności, choć zarzucali utworowi nadmierną zawiłość albo chłód. Piotr Chmielowski (1900) bronił techniki Norwida, uważał, że autor dał w utworze tylko cienie postaci i urywki rozmów, świadomie posługiwał się tylko symbolami, aby sugestywniej oddziałać na czytelnika. Tadeusz Sinko (1933) w rwaniu się fabuły i wątków dyskusji widział z kolei argument dyskwalifikujący poemat jako arcydzieło.
Zenon Przesmycki (1932) uznał Quidama za wielki i centralny poemat w twórczości Norwida, mający związek z całym szeregiem poprzedzających go utworów, jak i z głównymi dziełami drugiej połowy jego życia, w którym znajdują one genezę i wytłumaczenie. Wilhelm Feldman (1908) odczytywał poemat jako obraz walki trzech cywilizacji, mający cechy widzenia sennego, w którym realny jest już tylko duch. Zdaniem Aleksandra Brücknera (1936) Norwid oddał w Quidamie lepiej aurę czasów Hadriana niż Krasiński w Irydionie epokę Heliogabala.
Również Zbigniew Zaniewicki (1966) porównywał Quidama z Irydionem, twierdząc że Norwid rozwija to, co Krasiński przemilczał. Zdaniem Zaniewickiego antyczny świat zachwyca poetę nawet w swym zmierzchu. Porywa pięknem swych ruin. Na kartach poematu Norwid przezwycięża swój miłosny zawód. W Zofii ukazuje Grecję, w której wygasło uczucie. Budowa utworu nasuwa krytykowi skojarzenie z utworem scenicznym. Jan Arcab (1967) porównuje technikę poety do montażu filmowego, w którym przeplatają się długie najazdy kamery, ze zbliżeniami i zatrzymaniami na detalach.